# Oxylos (Sohn des Oreios)
Oxylos (altgriechisch Ὄξυλος Óxylos) ist eine Gestalt der griechischen Mythologie.
Laut Pherenikos, einem griechischen Epiker unbestimmter, vielleicht hellenistischer Zeitstellung, war er der Sohn des Oreios und zeugte mit seiner Schwester Hamadryas die Hamadryaden, jene Nymphen, die in Bäumen leben und auf das Engste mit dem Schicksal des Baumes verbunden sind. Ihre namentlich überlieferten Töchter waren Karya, Kraneia, Aigeiros, Orea, Balanos, Ptelea, Ampelos und Syke. Darüber hinaus hatten sie laut Pherenikos weitere Töchter. Der Name jeder dieser Töchter stand Pate für den griechischen Namen einer Baumart, Syke etwa für den Feigenbaum, Ptelea für die Ulme, Kraneia für die Kornelkirsche, Aigeiros für die Schwarzpappel und Balanos für die Eichel.

## Quelle
- Pherenikos bei Athenaios, Deipnosophistai 3,78 B